# Ctenus magnificus
Ctenus magnificus är en spindelart som beskrevs av L. des Arts 1912. Ctenus magnificus ingår i släktet Ctenus och familjen Ctenidae. Inga underarter finns listade i Catalogue of Life.